# Jacob Rothschild
Nathaniel Charles Jacob Rothschild, 4de baron Rothschild (Berkshire, 29 april 1936 – 26 februari 2024) was een Brits bankier en prominent lid van de oorspronkelijk Joods-Duitse bankiersfamilie Rothschild.

## Biografie

### Jeugd en opleiding
Rothschild werd geboren in het jaar 1936 als oudste zoon van Victor Rothschild en Barbara Judith Rothschild. Zijn vader werd geboren in een Joodse familie, terwijl zijn moeder orthodox-joods was. Rothschild studeerde aan het Eton College en later geschiedenis aan de Universiteit van Oxford bij Hugh Trevor-Roper.

### Carrière
Vanaf 1963 werkte Jacob Rothschild voor de bank NM Rothschild & Sons te Londen van zijn vader, totdat hij ontslag kreeg in 1980 vanwege een verschil van inzicht. Het voorzitterschap van de bank ging van zijn vader, die had gekozen om een wetenschappelijke carrière te volgen en de zeggenschap over de stemgerechtigde aandelen van de meerderheid verloren had, naar zijn neef Evelyn Robert de Rothschild. Jacob Rothschild voelde dat zijn ambities zouden worden gedwarsboomd. Hij verkocht zijn minderheidsbelang in de bank, maar hield zeggenschap over de Rothschild Investment Trust (thans RIT Capital Partners). Dat bedrijf is een beleggingsfonds genoteerd aan de beurs London Stock Exchange, met een intrinsieke waarde van ongeveer 2 miljard Britse pond. Hij was tevens voorzitter van dochteronderneming J. Rothschild Capital Management.
In 1989 bracht hij samen met James Goldsmith en Kerry Packer een mislukt bod uit op het Brits-Amerikaanse bedrijf Tobacco. In 1991 richtte Rothschild met Mark Weinberg het bedrijf J. Rothschild Assurance Group (nu St. James's Place plc) op. Van november 2003 tot en met zijn pensioen in het jaar 2008 was hij de vicevoorzitter van het televisienetwerk British Sky Broadcasting, een dochteronderneming van mediamagnaat Rupert Murdoch.
Rothschild bezocht geregeld bijeenkomsten van de Bilderbergconferentie. 
Jacob Rothschild overleed op 26 februari 2024 op 87-jarige leeftijd.